# Орлинско језеро
Орлинско језеро (рус. Орлинское озеро) ледничко је језеро на северозападу европског дела Руске Федерације. Налази се у јужном делу Гатчињског рејона, на западу Лењинградске области.
Орлинско језеро представља доста издужену акваторију у смеру североисток-југозапад, максималне дужине од 5,6 километара, док највећа ширина не прелази 0,5 км. Језерска акваторија захвата површину од 2,2 км², а површина језера при просечном водостају лежи на надморској висини од 73 метра. Максимална дубина је до 4 метра.
Северне обале језера су ниске и местимично замочварене, док су јужне обале релативно високе и доста стрме, а на југоисточном делу обале на површину избијају пешчари девонске старости. Обале су обрасле густим шумама смрче, док је плитко приобаље зарасло трском и рогозом. Дно језера је углавном пешчано, местимично прекривено слојевима глина, а неретко се појављују и камените формације.
Најважнија притока језера је река Дивенка (дужине око 20 км), а у језеро се улива и неколико мањих потока. Дуж обала се налази велики број извора. Једина отока је река Орлинка (дужина водотока је 12 километара), преко које је језеро повезано са реком Оредеж, односно са басеном реке Луге и са Балтичким морем.
На његовим обалама налази се варошица Дружнаја Горка (3.679 становника), те села Орлино (294 стан), Заозерје (64) и Симанково (16).
Језеро је богато рибом, а посебно шаранима чија популација у језеру је нагло порасла након порибљавања током 1950-их година.